# إدوين أبوت (موظف مدني)
إدوين أبوت (بالإنجليزية: Edwin Abbott)‏ هو موظف مدني أسترالي، ولد في 21 نوفمبر 1878، وتوفي في 1 سبتمبر 1947.